# Premio Luka Brajnovic
Con el Premio Luka Brajnovic, la Facultad de Comunicación de la Universidad de Navarra galardona a un comunicador con una destacada trayectoria profesional, comprometida con la defensa de los derechos y la dignidad de la persona. El nombre del premio recuerda a Luka Brajnović, periodista croata y profesor durante largos años en la Universidad de Navarra. 

## Galardonados
Han recibido el Premio Luka Brajnovic: 
- Miguel Delibes, escritor y periodista (1997)
- Violeta Chamorro, expresidenta de Nicaragua (1998)
- David Puttnam, productor de cine británico (1999)
- Antonio Fontán, periodista y profesor de periodistas (2000)
- Siniša Glavašević y Miguel Gil Moreno, corresponsales de guerra croata y español (2001)
- 'Medios para la paz', Colombia (2002)
- José Javier Uranga, periodista navarro (2003)
- Ettore Bernabei, periodista italiano (2004)
- Joaquín Navarro-Valls, portavoz de la Santa Sede (2005)
- Krzysztof Zanussi, director y productor polaco de cine (2006)
- Missouri School of Journalism de la Universidad de Misuri (2009)
- Juan Pablo de Villanueva, periodista (2010)
- James Nachtwey, fotoperiodista (2015)
- Antonio López Fernández, director de comunicación corporativa (2017)
- Marc Marginedas, periodista español (2019)[1]
- David Berián, periodista, reportero, productor y presentador de documentales español (2021)[2][3][4]

En 2001 se celebró una edición especial en Zagreb (Croacia) - patria de Luka Brajnović -, donde se otorgó a título póstumo al periodista y poeta Siniša Glavašević.